# Larisa d'Assíria
Larisa d'Assíria (grec antic: Λάρισα) fou una ciutat de la regió d'Assíria a poca distància de la riba esquerra del Tigris, que fou observada per Xenofont durant la retirada dels deu mil. Era una mica al nord de la unió entre el Licos i el Tigris. Xenofont diu que fou construïda pels medes i tenia una muralla de rajoles, però que era deserta al seu temps i havia estat destruïda en ser conquerida pels perses.
Hom la identifica amb la Resen del Gènesi i correspon a les ruïnes de Nimrud. El nom, sense dubte, és una corrupció d'un nom assirià (potser Al-Assur), que Xenofont va associar al nom de Larisa de Tessàlia, que li era molt més familiar.